# 1741 в Україні

## Особи

### Народились
- 25 січня Соболевський Григорій Федорович (1741—1807) — лікар-ботанік і фармаколог.
- 27 січня Пастелій Іван (1741—1799) — український педагог, історик, літератор і громадський діяч.
- 4 жовтня Францішек Карпінський (1741—1825) — польський поет, драматург; представник сентименталізму.
- Вільчинський Максиміліан (1741—1793) — руський церковний діяч, священик-василіянин, генеральний вікарій Василіянського Чину з титулом протоархимандрита (1790—1793).
- Гудович Іван Васильович (1741—1820) — граф, генерал-фельдмаршал російської імператорської армії. Керівник колоніальних війн Російської імперії в Молдові та Валахії.
- Ієронім Загоровський (1741—1804) — ігумен, настоятель Київського Видубицького монастиря, ректор Новгород-Сіверської духовної семінарії.
- Марцинкевич Гаврило (1741-?) — український та російський співак (тенор).
- Віктор (Садковський) (1741—1803) — український церковний діяч, капелан Православної Церкви у Варшаві; єпископ Чернігівський Відомства православного сповідання Російської імперії.
- Іустин Трипольський (1741—1809) — український релігійний та освітній діяч, вчений, педагог, бібліофіл, архімандрит, ігумен.

### Померли
- 8 січня Варлаам (Леницький) (? — 1741) — український церковний діяч, ігумен Густинського монастиря у Прилуцькому полку Гетьманщини. Певний час — єпископ Переяславський, вікарій Київської єпархії безпатріаршої РПЦ. Просвітитель східної Естонії та Сетумаа, засновник Псковської духовної семінарії.
- 16 січня Януш Антоній Вишневецький (1678—1741) — князь, державний діяч Речі Посполитої. Меценат.
- Франц Екштайн (1689—1741) — чеський художник, який працював у Моравії, Сілезії і Галичині.
- Чалий Сава (? — 1741) — полковник; один з ватажків гайдамаків.

## Засновані, створені
- Церква Покрови Пресвятої Богородиці (Іванківці)
- Церква святого Юрія (Мшана)
- Бурти (Кагарлицький район)
- Загайки
- Переможинці
- Чумаки (Томаківський район)